# Distrito de Lawngtlai
Lawngtlai (en hindi; लॉन्गतलाई जिला ) es un distrito de India en el estado de Mizoram . 
Comprende una superficie de 2 557 km².
El centro administrativo es la ciudad de Lawngtlai.

## Demografía
Según censo 2011 contaba con una población total de 117 444 habitantes.